# V-01
V-01 ويُعرف أيضًا باسم في-01، هو لقاح مرشح ضد مرض فيروس كورونا، تعمل «مجموعة ليفزون الدوائية» الصينية على تطويره وإنتاجه بتقنية وحدات البروتين الفرعية، وهو مخصص للإعطاء عن طريق الحقن العضلي، ويمكن نقله وتخزينه في درجات حرارة عادية تتراوح ما بين 2 إلى 8 درجات مئوية.

## الأبحاث السريرية
اعتبارًا من نهاية فبراير 2021، استثمرت مجموعة ليفزون 67 مليون يوان (حوالي 10.3 مليون دولار أمريكي) لدعم عمليات أبحاث وتطوير وإنتاج اللقاح، وكشفت أنها تطوره بشكل مشترك من قبل فرعها القائم في مدينة زوهاي جنوب الصين ومعهد الفيزياء الحيوية التابع للأكاديمية الصينية للعلوم. في 23 مارس 2021، أعلنت مجموعة فوسون إن الحكومة الصينية أذنت ببدء المرحلة الأولى من التجارب السريرية للقاح «V-01»، ومن المخطط أن تشمل 180 متطوعًا من البالغين الأصحاء (ذكورًا وإناثًا)، سيقسمون إلى مجموعتين، مجموعة الشباب ومجموعة المسنين، يدخلون بعدها في المرحلة الثانية.